# Villalazán (kommunhuvudort)
Villalazán är en kommunhuvudort i Spanien.   Den ligger i provinsen Provincia de Zamora och regionen Kastilien och Leon, i den centrala delen av landet, 200 km nordväst om huvudstaden Madrid. Villalazán ligger 661 meter över havet och antalet invånare är 368.
Terrängen runt Villalazán är platt. Runt Villalazán är det ganska glesbefolkat, med 21 invånare per kvadratkilometer. Närmaste större samhälle är Zamora, 13,0 km väster om Villalazán. Trakten runt Villalazán består till största delen av jordbruksmark.